# Brytyjskie Towarzystwo Entomologii i Historii Naturalnej
Brytyjskie Towarzystwo Entomologii i Historii Naturalnej (ang.British Entomological and Natural History Society) – brytyjskie towarzystwo entomologiczne założone w 1872 roku jako South London Entomological and Natural History Society. Siedziba organizacji znajduje się w Dinton Pastures Country Park w Reading w Berkshire.

## Publikacje
Stowarzyszenie publikuje własne kwartalne czasopismo naukowe: British Journal of Entomology and Natural History. Wydało także kilka książek, w tym:.
- Alan E. Stubbs, Steven J. Falk: British Hoverflies, an illustrated identification guide. 1983. Brak numerów stron w książce
- Alan E. Stubbs, Martin Drake: British Soldierflies and Their Allies. 2001. Brak numerów stron w książce
- Peter J. Hodge, Richard A. Jones: New British Beetles - species not in Joy's practical handbook. 1995. Brak numerów stron w książce
- Colin Hart: British Plume Moths. Brak numerów stron w książce
- A. M. Emmet: A Field Guide to the Smaller British Lepidoptera. 1st ed. 1979, 2nd ed. 1988. Brak numerów stron w książce
- M. J. James: The Nwe Aurelians: a centenary history of the British Entomological and Natural History Society. 1973. Brak numerów stron w książce

## Granty
Stowarzyszenie jest fundatorem 2 grantów badawczych:
- Professor Hering Memorial Research Fund – związany z promocją badań entomologicznych, szczególnie dotyczących owadów minujących.
- Maitland Emmet BENHS Research Fund and Grants – przeznaczony na wsparcie badań nad fauną owadów i pająków Wielkiej Brytanii.

## Powiązane towarzystwa
Powiązanymi brytyjskimi towarzystwami biologicznymi są:
- Bees, Wasps and Ants Recording Society
- British Myriapod and Isopod Group
- Dipterists Forum